# Eva Hrdinová
Eva Hrdinová (født 15. juni 1984 i Plzen) er en kvindelig tennisspiller fra Tjekkiet. Eva Hrdinova startede sin karriere i 2000. 
14. april 2008 opnåede Eva Hrdinová sin højeste WTA single rangering på verdensranglisten som nummer 168. 